# GOLD
GOLD (ang. Grammar Oriented Language Developer) – narzędzie do generowania parserów typu LALR z opisu gramatyki do analizy syntaktycznej oraz generowania Deterministycznych automatów skończonych (DFA) do analizy leksykalnej. Gramatyka jest kompilowana do pliku zamiast generowania kodu źródłowego parsera.
Narzędzie jest udostępnione na zasadach licencji open source.